# Agabus strigulosus
Agabus strigulosus är en skalbaggsart som först beskrevs av George Robert Crotch 1873.  Agabus strigulosus ingår i släktet Agabus och familjen dykare. Inga underarter finns listade i Catalogue of Life.